# Ecclesia Dei
 (avril 2018).
Si vous disposez d'ouvrages ou d'articles de référence ou si vous connaissez des sites web de qualité traitant du thème abordé ici, merci de compléter l'article en donnant les références utiles à sa vérifiabilité et en les liant à la section « Notes et références ».
Ecclesia Dei est une lettre apostolique écrite motu proprio promulgué par le pape Jean-Paul II le 2 juillet 1988.

## L'usage de la forme tridentine du rite romain
Il s'agit d'une réponse aux consécrations épiscopales de Marcel Lefebvre, faites sans mandat pontifical au sein de la Fraternité Saint-Pie-X. Outre le rappel de l'excommunication des évêques consécrateurs et des quatre nouveaux évêques, ce motu proprio affirme le désir de l'Église de réunir à la communauté catholique les fidèles traditionalistes, notamment en demandant aux évêques d'accorder de façon « large et généreuse » la pratique des livres liturgiques de 1962 dans leurs diocèses.
Selon ce motu proprio :

« À tous les fidèles catholiques qui se sentent attachés à certaines formes liturgiques et disciplinaires antérieures de la tradition latine, je désire aussi manifester ma volonté — à laquelle je demande que s'associent les évêques et tous ceux qui ont un ministère pastoral dans l'Église — de leur faciliter la communion ecclésiale grâce à des mesures nécessaires pour garantir le respect de leurs aspirations. »

## CommissionEcclesia Dei
À la suite de ce motu proprio est mise en place la Commission pontificale « Ecclesia Dei » qui veille à l'organisation des communautés catholiques traditionalistes dans le monde, particulièrement en France et en Amérique 
C'est ainsi que sont dites « communautés Ecclesia Dei » la Fraternité sacerdotale Saint-Pierre, l'Institut du Christ Roi Souverain Prêtre, ou l'Institut du Bon-Pasteur, mais aussi des monastères bénédictins tel l'abbaye Sainte-Madeleine du Barroux ou abbaye Notre-Dame de Fontgombault ou encore des communautés religieuses dominicaines, augustiniennes ou diocésaines. Ces communautés acceptent les conclusions du concile Vatican II, notamment en matière d'ecclésiologie, et reconnaissent l'autorité pontificale, dont elles dépendent parfois directement. Elles ont la faculté d'utiliser exclusivement l'ancien missel dans leurs célébrations.
Les dispositions de ce texte concernant l'usage de la forme tridentine du rite romain ont été remplacées par celles du motu proprio Summorum Pontificum du 7 juillet 2007, entré en vigueur le 14 septembre 2007.
Dans sa Lettre aux évêques de l'Église catholique à propos de la levée des excommunications des quatre évêques consacrés par Monseigneur Lefebvre, publié le 12 mars 2009, Benoît XVI, considérant que les questions restant à traiter sont « de nature essentiellement doctrinale et regardent surtout l’acceptation du Concile Vatican II et du magistère post-conciliaire des Papes », annonce son intention de rattacher la commission à la Congrégation pour la doctrine de la foi.

Par une lettre apostolique « en forme de Motu proprio » datée du 17 janvier 2019, le pape François proclame d'une part, la suppression de la Commission Ecclesia Dei et d'autre part, que : 
« Les tâches de la Commission en question sont entièrement confiées à la Congrégation pour la doctrine de la foi, au sein de laquelle sera créée une Section spéciale engagée à poursuivre le travail de supervision, de promotion et de protection mené jusqu’à présent par la Commission pontificale Ecclesia Dei ».

## Summorum Pontificum
Le 13 septembre 2007, le motu proprio Summorum Pontificum a remplacé Ecclesia Dei.[Comment ?]